# 기독교 부흥운동
부흥운동(復興運動, 영어: Christian revival) 또는 리바이벌리즘(영어: Christian revivalism)은 영성의 관심의 부흥, 교회 신자나 사회의 삶의 회복을 의미하며, 지역적, 국가적, 세계적으로 영향을 미친다.
부흥은 도덕적 타락의 기간 이후 교회 스스로가 하나님과의 활력이 넘치고 강렬한 관계로 복원하는 것으로 간주된다. 신자가 아닌 사람들 여러 무리가 개종하는 일이 교회 지도자에 의해 긍정적인 도덕적 영향을 가지는 것으로 관찰된다.
기독교학에서 부흥의 개념은 이스라엘 민족의 역사 가운데 국가 쇠퇴와 복원의 성경 본문으로부터 비롯된 것이다. 특히 본문은 이스라엘, 유다 왕국이 의롭고 악한 여러 왕들의 통치와 관련하여 국가의 쇠퇴와 부흥 기간을 강조한다. 요시야는 성경에서 이교도적 숭배물들을 파괴함으로써 야훼의 교회를 정화시킨 사람으로 잘 알려져 있다. 현대 교회 역사에서 교회 역사가들은 미국과 다른 국가들의 역사에서 다양한 국가적 부흥의 영향력을 식별하고 논하고 있다. 18세기, 19세기 중 미국 사회는 1727년, 1792년, 1830년, 1857년, 1882년 즈음에 수많은 대각성을 경험하였다. 20세기의 근래의 부흥에는 1904~1905년 웨일스 부흥운동, 1906년(아즈사가 부흥운동), 1930년대(Balokole), 1970년대(예수 운동), 1971년 바리오 부흥운동, 1909년 칠레 부흥운동이 포함되며 개신교 및 가톨릭 신자들을 통해 미국, 아프리카, 아시아로 확산되었다.

## 같이 보기
- 조너선 에드워즈
- 빌리 그레이엄
- D. L. 무디
- 부흥회
- 찰스 해돈 스펄전
- 빌리 선데이
- 조지 휫필드

## 참고 문헌
- Bratt, James D., ed. Antirevivalism in Antebellum America: A Collection of Religious Voices (2006) 278 pp. ISBN 0-8135-3693-6
- Edwards, Jonathan. (C. Goen, editor), The Great-Awakening: A Faithful Narrative Collected contemporary comments and letters; 1972, Yale University Press, ISBN 0-300-01437-6.
- Heimert, Alan, and Perry Miller ed.; The Great Awakening: Documents Illustrating the Crisis and Its Consequences (1967)
- McClymond, Michael, ed. Encyclopedia of Religious Revivals in America (2007. Vol. 1, A–Z: xxxii, 515 pp. Vol. 2, Primary Documents: xx, 663 pp. ISBN 0-313-32828-5/set.)
- Rice, John Holt and Benjamin Holt Rice. Memoir of James Brainerd Taylor, Second Edition (American Tract Society, 1833). online edition
- Taylor, Fitch W. A New Tribute to the Memory of James Brainerd Taylor (1838). online edition
- Tyler, Bennet. Remains of the Late Rev. Asahel Nettleton, D.D. (1845). online edition